# Parthenon
Parthenon (græsk: Παρθενών, af párthenos = jomfru, til ære for gudinden Athene, der var jomfru) er et tempel på Athens Akropolis. Parthenon blev opført 447-438 f.Kr. som led i et større byggeprogram, der blev sat i gang af Perikles. Betegnelsen Parthenon kendes fra antikke indskrifter, men det vides ikke, om den betegnede hele templet eller kun en del af det.
Templet er opført helt i pentelisk marmor fra et brud i nærheden af Athen og er delvist finansieret af midler fra Det Deliske Søforbund, der blev dannet i 478 f.Kr. som en forsvarsalliance efter Perserkrigene. Perikles (495-429 f.Kr.) overbeviste folkeforsamlingen i Athen om at bruge en del af midlerne fra forbundskassen til at genopføre templerne på Akropolis, der var blevet ødelagte af perserne i 480-479 f.Kr. Bygningens arkitekter var Iktinos og Kallikrates. Phidias blev valgt til at udføre det enorme kultbillede af guld og elfenben ("chryselefantint"). Han nævnes hos Plutarch som kunstnerisk leder af byggeprogrammet, men hvor meget han havde at gøre med templets skulpturudsmykning er ikke klart.
Templets egentlige formål kendes ikke, da Athens hovedtempel for Athene var det nuværende Erechteion. Det er muligt, at templet er opført som symbol på Grækenlands sejr over perserne. Det kan også være tænkt som et skatkammer og symbol på Det Deliske Søforbund.
Det blev rejst på den udbrændte grundmur fra et ufærdigt tempel, der var påbegyndt i 480'erne f.Kr som et minde over sejren ved Marathon (490 f.Kr.). Perserne havde raseret hele Akropolis, da de indtog Athen i 480-479 under perserkrigen. Templet har det mest omfattende skulpturudsmykning af alle græske templer. Metoperne på den doriske frise viser kampen mellem kosmos og chaos i fire varianter: En kentaurkamp, en amazonekamp, en kamp mellem guder og titaner og endelig grækernes sejr over trojanerne. Gavlgrupperne viser dels Athenes fødsel dels kampen mellem Athene og Poseidon om herredømmet over Athen og dermed æren af at blive Athens beskytter. Endelig er der som noget ganske usædvanligt for et dorisk tempel en fortløbende skulpturfrise øverst på cellamuren, der normalt tolkes som den procession, der fandt sted ved Athens store religiøse fest, den panathenæiske fest.
Templets historie efter oldtiden er omtumlet. I den tidlige middelalder blev det omdannet til kirke og mange af østgavlens skulpturer gik tabt. Den største skade skete under det tyrkiske herredømme over Grækenland, da Akropolis var en fæstning. Tyrkerne oplagrede krudt i Parthenon, der under en konflikt med venetianerne i 1687 blev ramt af kanonild, der fik templet til at eksplodere. En stor del af selve tempelbygningen, cella og søjlerne på de to langsider blev ødelagt. En dansk kaptajn købte kort tid efter to marmorhoveder fra en metope på gaden i Athen. De er nu i Nationalmuseets antiksamling. Der findes i dag dele fra templet i mange museer rundt om i verden. Bl.a. Musée du Louvre (Paris), Vatikanmuseet (Vatikanet), British Museum (London), Nationalmuseet (København), Kunsthistorisches Museum (Wien), Universitetets Museum (Würzburg), Museo Nazionale (Palermo), Universitetsmuseet (Heidelberg) og Altes Glyptothek (München). Langt den største samling er i British Museum, der hjemførtes af Lord Elgins agenter i 1800-1801 med tilladelse fra den tyrkiske sultan. Det blev allerede kritiseret i samtiden også af lord Byron, og det er stadig kontroversielt.[kilde mangler]

## Arkitektur
Templet er opført som et peristyltempel eller peripteraltempel: et tempel med en ringhal af søjler hele vejen omkring det. I grunden er templet dorisk, men det rummer flere joniske elementer. Selve tempelbygningen, cella, er opdelt i to rum. Hovedrummet med indgang fra øst, hvor det store chryselefantine kultbillede var opstillet, og et mindre vestrum, hvor taget blev båret af fire joniske søjler. I dette rum opbevaredes gudindens skatte.
Templet er præget af arkitektoniske raffinementer, således hvælver alle vandrette linjer sig let. Denne kurvatur kan ikke ses med det blotte øje, da midten af templets langside kun er 11 cm højere end hjørnerne.

## Udsmykning

### Metoperne
Denne frise bestod af skiftevis triglyffer og kvadratiske felter, metoper, som kunne stå tomme eller med relieffer. På Parthenon udsmykkedes alle metoper med skulpturer. Der er tale om 92 metoper, og de blev udsmykket med fremstillinger af kampe mellem forskellige grupper, guder og mennesker. De fleste af de bevarede viser scener fra det græske folk lapithernes kamp mod kentaurerne.
- Sydmetoperne: Kentaurkampen.
- Østmetoperne: Gigantkampen.
- Nordmetoperne: Trojakrigen.
- Vestmetoperne: Grækere kæmper mod amazoner.

### Frisen
Som noget usædvanligt, måske et træk fra joniske templer, var der øverst på ydersiden af den centrale bygning en ca. 160 meter lang frise. Den er ca. 1 meter høj og danner en ubrudt kæde af figurer: nogle til fods, til hest, til vogns; nogle med offerdyr, nogle med udstyr til ofring; nogle få kvinder og mange mænd. Over hovedindgangen i øst sidder guder, der tager mod processionen. Sandsynligvis forestiller frisen den procession, der hvert fjerde år bragte gudebilledet af Athene en ny klædedragt ved den store pantahenæisk fest.[kilde mangler]

### Gavlskulpturerne
De sidste skulpturer, der blev lavet på templet, var gavlskulpturerne. Det ved vi fra bevarede indskrifter med byggeregnskaber. Den antikke rejsefører Pausanias fortæller, at vestgavlen viste, hvordan Athene og Poseidon stredes om retten til Athen. Østenden viser Athenes fødsel. Men han er desværre meget lidt detaljeret, og det er svært at bestemme, hvem de forskellige figurer egentlig forestiller. Ikke mindst på østgavlen, hvor de centrale skulpturer blev fjernet for at gøre plads til en apsis, da templet blev gjort til kirke. De bevarede skulpturer undtagen en enkelt har mistet hovederne, en del af dem ved eksplosionen i 1687. Skulpturerne findes i dag i British Museum. De er kendt som "The Elgin Marbles".
- Wikimedia Commons har flere filer relateret til Parthenon